# Medojed kapský
Medojed kapský (Mellivora capensis) je šelma z čeledi kunovitých (dříve lasicovitých). Je jediným žijícím zástupcem podčeledi medojedi a rodu medojed. Rozšířen je na většině území Afriky a západní a střední části jižní Asie.

## Původ jmen

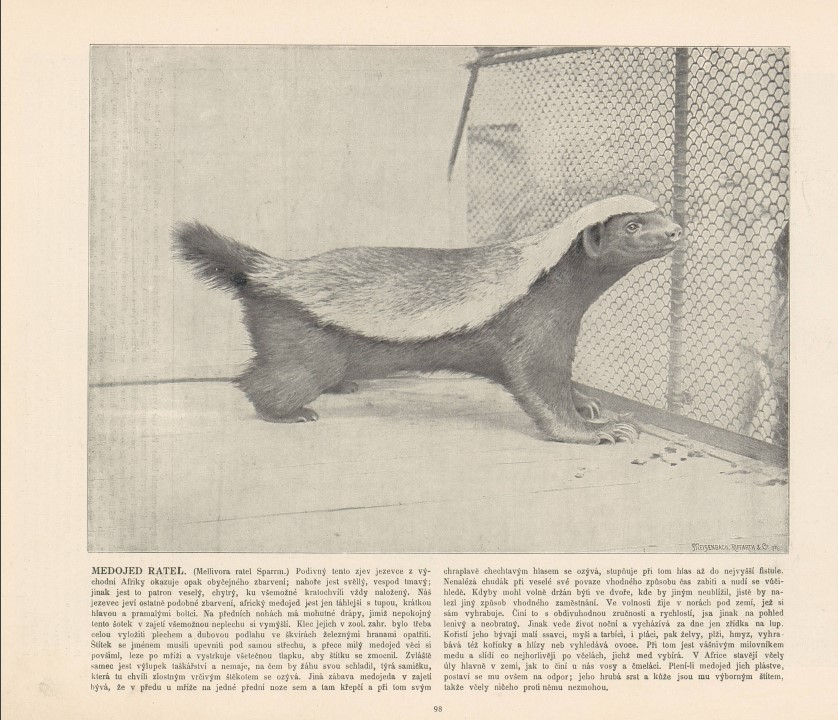
MEDOJED RATEL. (Mellivora ratel Sparrm.) „Medojed je veselý patron“ (celá zábavná stať z roku 1900 je přepsána v popisku obrázku).

Mellivora je vytvořeno z latinských slov mel (med) a voro (žeru, hltám). Druhové jméno capensis (kapský) poukazuje na to, že první jedinci tohoto druhu byli popsáni v roce 1776 právě v oblasti jižního cípu Afriky. V angličtině se druh nazývá honey badger, neboť se zjevem i pohybem velmi podobá jezevci. Nizozemští osadníci (Búrové) mu dali jméno ratel podle chrastivého zvuku, který medojed vydává.

## Popis
Délka těla asi 70–105 cm (včetně ocasu), výška 25–30 cm, hmotnost 6–15 kg. Samci jsou větší a těžší (oproti samicím mohou mít i dvojnásobnou hmotnost). Medojed je robustní, se širokou hlavou a velmi malýma očima a ušima. Krk a ramenní oblast jsou svalnaté. Horní polovinu těla má medojed zbarvenou stříbro-šedě, zbytek těla je černý. Srst je hrubá a chrání medojeda stejně jako silná (v oblasti hrdla až 6 mm) volná kůže proti uštknutí nebo bodnutí žihadlem. Má velice krátké silné nohy. Přední jsou relativně svalnatější a pohyblivější než zadní. Drápy předních nohou usnadňují hrabání v písčitém povrchu a mohou být až 4 cm dlouhé. Drápy na zadních nohou jsou malé.

## Rozšíření
Medojeda lze najít v celé Africe v různých biotopech. Je schopen žít na savanách, v lesích i skalnatých oblastech. Často je jeho výskyt zaznamenán při okraji pouští (Namibská poušť, Kalahari). Dále obývá jihozápadní Asii od Jordánska a Turkmenistánu po Indii a šíří se zde v současné době dále na sever. Dnes žije i v Malé Asii, kde ale není původním druhem.

## Život

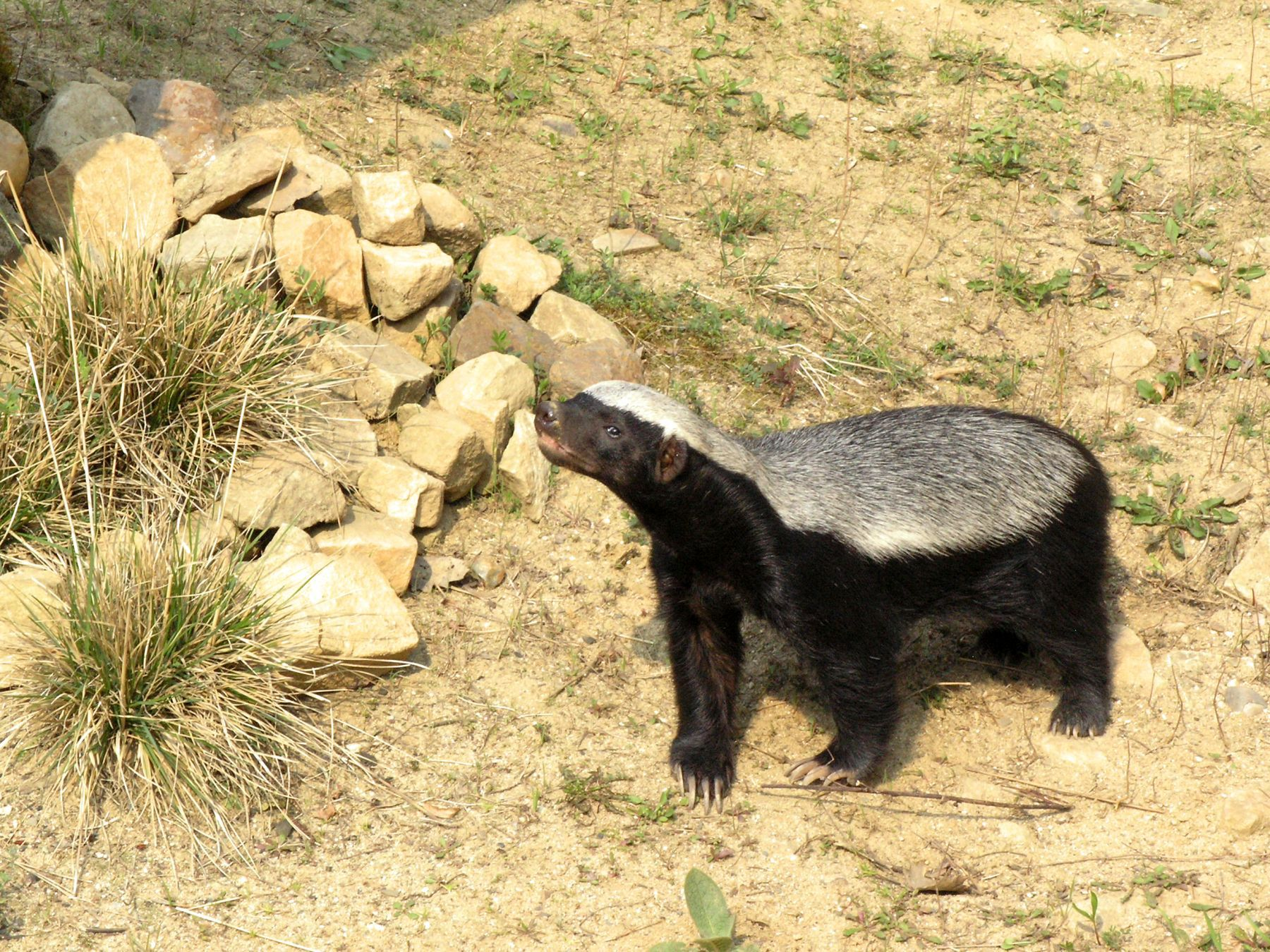
Exemplář v Zoo Praha

Medojed je na svou velikost agresivní a silné zvíře, dokáže přemoci útočníka (či kořist) většího, než je sám. Medojed je veden v Guinnessově knize rekordů jako nejvíce nebojácné zvíře. Vypadá to, jako by měl málo vyvinutý pud sebezáchovy. Byly pozorovány případy, kdy sám zaútočil na smečku lvic a odehnal je pryč.
Je aktivní převážně v noci, ale ani denní aktivita není úplně neobvyklá. Žije samotářským způsobem života, v párech nebo malých skupinách. Samci a samice se stýkají hlavně v době páření. Buď si budují doupata sami, nebo využívají doupata po jiných zvířatech. Samice po šesti- až osmitýdenní březosti rodí nejčastěji 1 až 2 mláďata (maximálně však 4). Mláďata jsou po narození slepá a hluchá a samice je jednou za pár dní přemisťuje. Při stěhování je přenáší v tlamě. Chrání je tak před predátory včetně jiných medojedů. Mláďata zůstávají s matkou déle než rok, během kterého je matka naučí lovit. Samec se na výchově mláďat nepodílí.
Medojed je všežravec. Loví ptáky, plazy i savce, ale dokáže si pochutnat i na ovoci a různých hlízách, nepohrdne ani mršinami.
Díky své rychlosti, síle a extrémní odolnosti vůči jedům (je schopen přežít i uštknutí zmije útočné), loví i prudce jedovaté hady, jako jsou zmije útočná či kobry. Med a larvy včel jsou pro něj pochoutkou. S hledáním medu mu pomáhá pták medozvěstka, který požírá larvy a vosk včel. Navede medojeda k úlu a počká, až hnízdo rozbije. Když má příležitost, zabíjí i domácí zvířata do velikosti kozy.
Dospělý medojed nemá přirozené nepřátele. Vděčí za to i faktu, že je od přírody skvěle vybaven pro boj. Při ohrožení vylučuje ze žláz páchnoucí sekret podobný sekretu skunka, a tím odvrátí nepřítelův útok. Jeho kůže je velmi volná, a proto se při napadení shora dokáže otočit o 180 stupňů. Pokud se podaří jedovatému hadovi prokousnout medojedí kůži a uštkne ho, může medojed vykazovat několik hodin známky otravy, ale většinou se poměrně brzy zotaví. Stává se, že je zabit levhartem či lvem, ale obvykle se těmto kočkám dokáže ubránit.
V zajetí se může medojed dožít až 26 let, ve volné přírodě je to zřejmě podstatně méně.

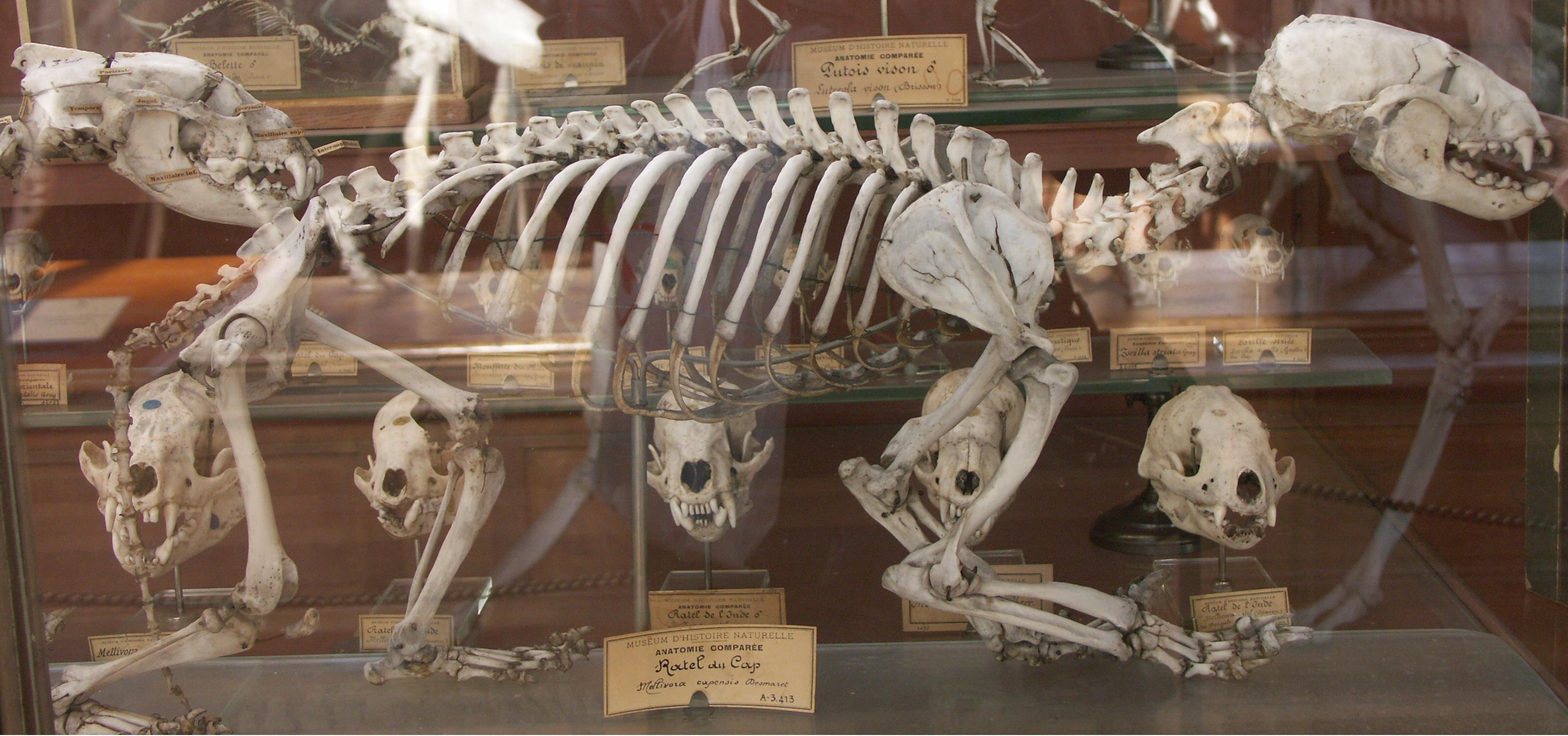
Kostra medojeda kapského

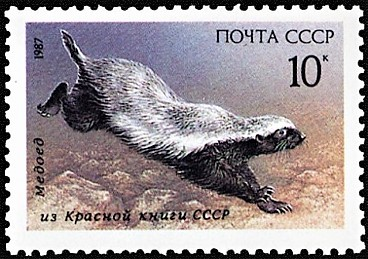
Medojed na známce SSSR

## Chov v zoo
Medojed je chován v zoo velmi zřídka. Na celém světě se jedná jen o 15 institucí. V celé Evropě se jedná pouze o šest zařízení, z toho tři české zoo. Na přelomu tisíciletí byla jediným místem s medojedy v Evropě britská zoo Port Lympne, kde se v roce 1973 podařilo odchovat vůbec první mládě tohoto druhu v lidské péči. V Česku dlouhodobě chovala medojeda pouze Zoo Praha, která ho již několikrát úspěšně rozmnožila. Od roku 2016 je chován v ZOO Dvůr Králové, od roku 2018 pak také v Zoo Olomouc.

### Chov v Zoo Praha
V Zoo Praha jsou medojedi chovaní od roku 2001, kdy se právě tato instituce stala ve své době jedinou na evropské pevnině (v Evropě chovala tento druh jen jedna zoo ve Spojeném království). Tehdy z Tanzanie dorazil pár nazvaný Čert a Káča. Po pobytu na karanténě byli přemístěni do pavilonu malých savců. V průběhu rekonstrukce tohoto pavilonu přebývali v Zoo Dvůr Králové (v dnes již neexistující expozici hrochů). 15. října 2003 přišla zpráva, že mají medojedi dvě mláďata. Ani jedno se nepodařilo odchovat. V únoru 2004 se otevřel pražský pavilon pod novým názvem a s novým zaměřením: Afrika zblízka. Jelikož medojedi pocházejí z Afriky, byla jeho část zrekonstruována a upravena právě pro ně. Ještě téhož roku se narodila dvě mláďata (samec a samice), která se podařilo odchovat. Následně pak putovala do zoo v Izraeli. Další mládě se narodilo na sklonku roku 2005.
Zoo Praha se tak podařil prvoodchov v rámci kontinentální Evropy (do té doby jen v britském Port Lympne, indickém Hajdarábádu, izraelském Tel Avivu a americkém San Diegu) a také zároveň evropský (a možná i světový) prvoodchov přirozeným způsobem.

V roce 2010 došlo k útěku samice Káči. Na počátku i konci roku 2018 byl chován pár. 

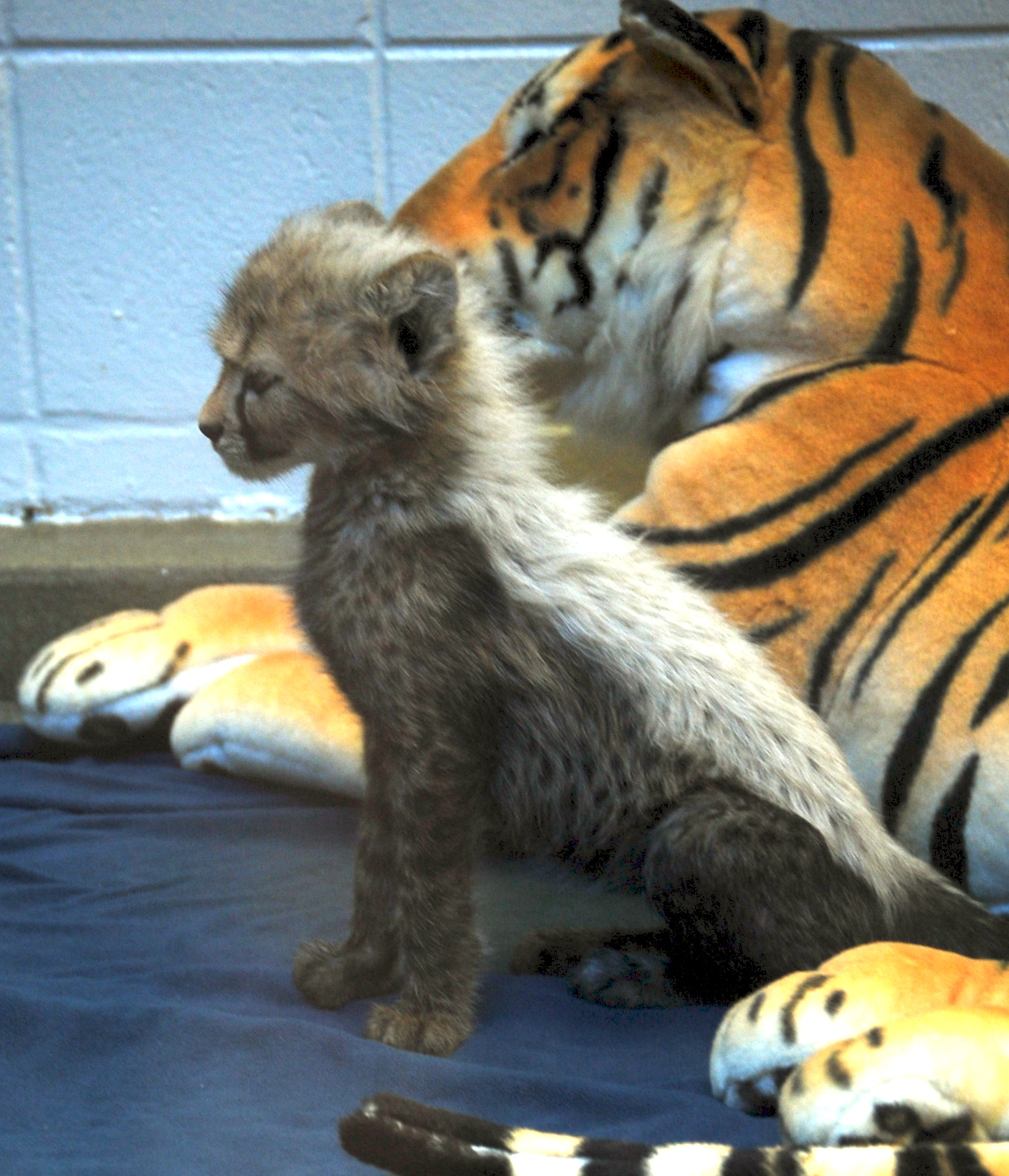
Zbarvení gepardích mláďat je nápadně podobné medojedímu. Zřejmě jde o jeden ze způsobů ochrany před predátory

## Legendy a zajímavosti
Kvůli jeho dravosti a agresivitě o něm v Africe kolují mnohé mýty a legendy mezi domorodými obyvateli. Tvrdí se například, že je-li uchopen, dokáže se otočit uvnitř své kůže. To je sice poněkud nadnesené tvrzení, ale jeho kůže je skutečně volná, takže ho např. nelze bezpečně uchopit za kůži na šíji jako jiné kunovité šelmy. Jeho kůže je také velmi tuhá a pevná, takže ji neprokousne ani pes velikosti německého ovčáka a není snadné ji prostřelit broky. Nepotvrzenou, nicméně stále tradovanou historkou o medojedovi je, že při útoku na samce větších savců se jim prý nejprve snaží ukousnout varlata. Medojed je na svou velikost velmi silný. Byl zaznamenán případ, že v krátké době usmrtil tři lovecké psy, kteří na něj byli poštváni. Pokud se ale dostane do zajetí, snadno zkrotne a může se stát „zábavným mazlíkem“.
Někteří vědci se domnívají, že podobnost zbarvení srsti mezi mláďaty gepardů a medojedy se u gepardů vyvinula jako druh mimikry na ochranu před predátory.
Medojed je velmi inteligentní a je schopný používat jednoduché nástroje. Bylo nafilmováno, jak si při lovu mláděte ledňáčka, jež uvízlo v kořenech, přivalil kmen stromu a použil ho jako podstavec.